# Питър Маас
Питър Маас (на английски: Peter Maas) е американски журналист и писател на бестселъри в жанра трилър и документалистика.

## Биография и творчество
Питър Маас е роден на 27 юни 1929 г. в Ню Йорк, САЩ, в семейството на Карл и Маделин Маас, и има холандски и ирландски произход. Отраства в „Горен Уест Сайд“ в Ню Йорк, мулти-културен квартал, който включва немски, еврейски, италиански и ирландски семейства.
Завършва през 1949 г. университета „Дюк“ в Дърам, щ. Северна Каролина, с магистърска степен по политология. По време на следването си работи за университетския вестник „Дюк Кроникъл“. След това през 1950 г. се премества в Париж, за да учи в Сорбоната и същевременно пише за „Ню Йорк Хералд Трибюн“. В периода 1952 – 1954 г. постъпва като доброволец в армията и служи в американския флот по време на Корейската война.
След войната се връща в Ню Йорк и пише от 1955 г. за списание „Кулиър“. През 1956 г., след закриването на списанието, започва да работи на риболовен кораб. През 1959 г. възобновява журналистическата си кариера като редактор на списание „Луук“.
По-късно в периода 1961 – 1962 г. е специален консултант за телевизионната програма на NBC „Дейвид Бринкли Джърнъл“, след което през 1963 – 1966 г. е старши редактор в „Сатърдей Ивнинг Поуст“ и е един от представителите на „новата хурналистика“.
Като журналист и писател става известен със своите художествено-документални произведения на теми престъпен свят, организирана престъпност и тероризъм. Издава първата си документална книга „The Rescuer“ през 1967 г. Става известен с книгата си „The Valachi Papers“ от 1968 г. за информатора на полицията срещу мафията Джозеф Валачи. Първоначално тя е отхвърлена от 14 издателства и дори правителството се опитва да я блокира като „пагубна за прилагането на закона“. След специално съдебно дело тя издадена и става бестселър, като се смята за основополагаща за целия жанр на книги, написани от или около бивши мафиоти. През 1972 г. е екранизирана в успешния филм с участието на Чарлс Бронсън.
През 1973 г. излиза книгата му „Серпико“ за полицая под прикритие Франк Серпико работил по разследване на корупцията в полицията, която става бестселър. Тя е адаптирана в телевизионен сериал и в много успешния филм на Сидни Лъмет, с участието на Ал Пачино.
Следващата му документална книга „King of the Gypsies“ за отношенията и борбата за власт в една циганска „кралска“ фамилия излиза през 1975 г. Тя е екранизирана през 1978 г., с участието на Стърлинг Хейдън, Шели Уинтърс, Ерик Робъртс, и Джъд Хърш.
Следват също успешните бестселъри „Marie“, „Manhunt“ и „In a Child's Name“. През 1991 г. последната е удостоена с наградата „Едгар“ за най-добра документална книга за престъпността.
През 1995 г. излиза романът му „Killer Spy“ за залавянето на шпионина в ЦРУ Олдрич Еймс. С книгата си бестселър „Ъндърбос“ се завръща през 1997 г. към темата за организираната престъпност и за живота на Сами Гравано (Бичето) в средите на мафията.
Питър Маас е бил женен три пъти. Първата му съпруга Одри Гален загива при автомобилна катастрофа. Имат син – Джон-Майкъл Маас. С втората си съпруга Лора Паркинс се развежда. Третата му съпруга Сюзан Джонс го надживява и двамата имат син Терънс Маас.
Питър Маас умира на 23 август 2001 г. в Ню Йорк.

## Произведения

### Самостоятелни романи
- Made in America (1979)
- Father and Son (1989)
- China White (1994)

### Документалистика
- The Rescuer (1967)
- The Valachi Papers (1968) – издадена и като „The Canary That Sang“
- Serpico: The Cop Who Defied the System (1973)
Серпико, изд.: „Народна култура“, София (1990), прев. Явор Въжаров
- King of the Gypsies (1975)
- Marie: A True Story (1983)
- Manhunt: The Dramatic Pursuit of a CIA Agent Turned Terrorist (1986)
- In a Child's Name: The Legacy of a Mother's Murder (1990)
- Killer Spy: The Inside Story of the FBI's Pursuit And Capture of Aldrich Ames, America's Deadliest Spy (1995)
- Underboss: Sammy the Bull Gravano's Story of Life in the Mafia (1997)
Ъндърбос: Разказът на Сами Гравано (Бичето) за живота в мафията, изд. „Абхаддон“ (1998), прев. Ленин Костов
- The Terrible Hours: The Epic Rescue of Men Trapped Beneath the Sea (1999)
- Abandon Ship! The Saga of the U.S.S. Indianapolis, the Navy's Greatest Sea Disaster (2000)

### Филмография
- 1972 The Valachi Papers
- 1973 Serpico
- 1976 – 1977Serpico – ТВ сериал
- 1978 King of the Gypsies
- 1985 Marie – по „Marie: A True Story“
- 1991 In a Child's Name
- 2001 Submerged – по „The Terrible Hours“